# Turó de Mas Aragall
El Turó de Mas Aragall és una muntanya de 179 metres que es troba al municipi de Malgrat de Mar, a la comarca del Maresme.